# Lucius Tarquinius Superbus
Lucius Tarquinius Superbus (n. secolul al VI-lea î.Hr., Roma Antică – d. 495 î.Hr., Cumae⁠(d), Campania, Italia) a fost al șaptelea și ultimul rege al Romei.

## Biografie
Al șaptelea și ultimul rege al Romei a fost Tarquinius Superbus. Ca fiu al lui Priscus și ginere al lui Servius, Tarquinius era, de asemenea, de origine etruscă. În timpul domniei sale etruscii au atins apogeul puterii lor. Spre deosebire de toți ceilalți regi de înaintea sa, Tarquinius a folosit violența, uciderea și terorismul pentru a menține controlul asupra Romei. A abrogat multe dintre reformele constituționale antecedente create de către predecesorii săi. Singurul lucru benefic Romei a fost completarea templului lui Jupiter început de tatăl său, Priscus.
Tarquinius a înlăturat și distrus toate relicvele sabine de pe Stânca tarpeiană, înfuriind populația Romei.
Ajuns pe tron printr-un asasinat, s-a sprijină exclusiv pe forța armelor. În încercarea de a slăbi puterea aristocrației a redus numărul senatorilor, a purtat lupte împotriva volscilor și a cucerit prin șiretenie orașul Gable. În vremea sa se încheie asanarea mlaștinilor prin construirea marelui canal colector (Cloaca maxima) și este realizat marele templu de pe Capitoliu, consacrat triadei Iupiter, Iunona, Minerva.
Oamenii nu au mai putut tolera domnia sa tiranică atunci când a permis violul Lucreției, o patriciană romană, de către fiul său. Rudă a Lucreției, Lucius Junius Brutus (strămoș al lui Marcus Brutus), a convocat Senatul și l-a expulzat pe Tarquinius și monarhia sa din Roma, în anul 510 î.Hr.
După înlăturarea lui Tarquinius, Senatul a votat ca niciodată să nu mai fie permisă domnia unui rege și a reformat Roma într-un guvern republican în 509 î.Hr.. Lucius Junius Brutus și Lucius Tarquinius Collatinus, un membru al familiei Tarquinius și văduvul Lucreției, au devenit primii consuli ai noului guvern al Romei. Acest nou guvern îi va conduce pe romani în cucerirea majorității lumii mediteraneene și va supraviețui pentru următorii cinci sute de ani, până la domnia lui Iulius Cezar și Augustus.

## Înființarea Republicii -509 î.Hr.
În 510-509 î.Hr. este înlăturat de la putere de către o revoltă populară care instituie Republica Romană.  
Versiunea lui Titus Livius a înființării republicii spune că Sextus Tarquinius – fiul ultimului rege al Romei, Lucius Tarquinius Superbus (Tarquin cel Mândru) – a violat o nobilă romană pe nume Lucreția. Lucreția și-a obligat familia să acționeze, prin aceea că și-a adunat rudele masculine, le-a spus ce s-a întâmplat și apoi s-a sinucis. Aceștia au fost obligați să o răzbune și au condus o răscoală prin care au expulzat din Roma casa regală (Tarquinii), aceștia găsindu-și un refugiu în Etruria.
Soțul Lucreției, Lucius Tarquinius Collatinus și Lucius Junius Brutus au fost aleși primii doi consuli, ofițerii șefi ai noii Republici. (Marcus Junius Brutus, care mai târziu avea să-l asasineze pe Gaius Iulius Cezar, a revendicat descendența sa din acest prim Brutus.)
Consulii timpurii au preluat rolurile regelui cu excepția înaltului său statut de preot în venerarea lui Jupiter Optimus Maximus la templul sacru de pe Colina Capitoliului. Pentru această îndatorire romanii au ales un Rex sacrorum sau „rege al lucrurilor sfinte”. Până la sfârșitul Republicii, acuzația că un om puternic ar fi vrut să se facă rege a rămas un memento de clătinarea carierei pentru urmași (asasinii lui Iulius Cezar au spus că încercau doar să ferească Roma de reabilitarea ei ca monarhie).

## Moartea
Tarquin moare în exil la Cumae în Campania în 496 î.Hr..